# أمراض متعددة العوامل

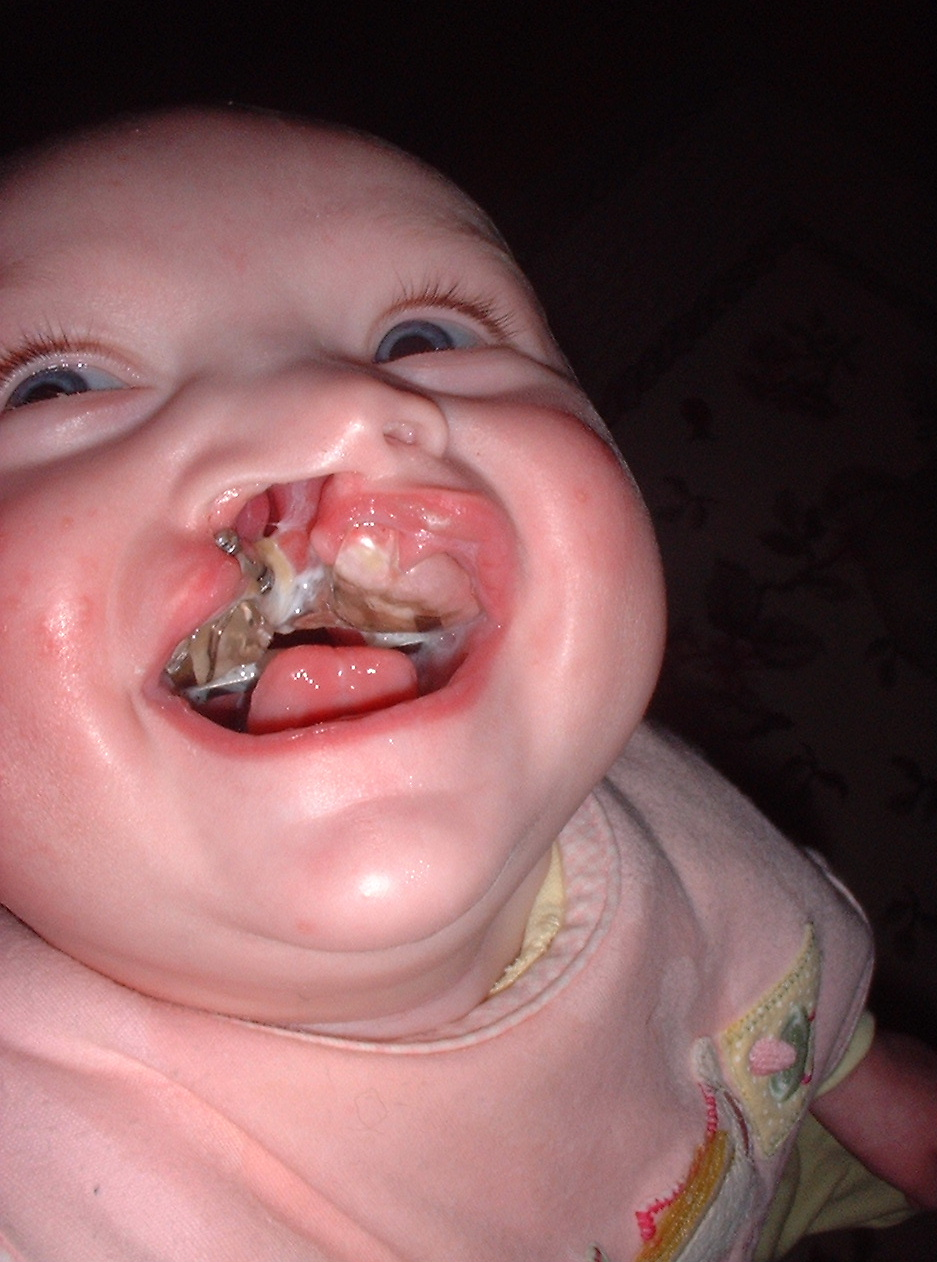

تنتج الأمراض متعددة العوامل عن اجتماع العوامل الوراثية المتعددة مع العوامل البيئية، لا يتسبب وجود مورثة معينة بشكل مفرد بإحداث الأمرض متعددة العوامل. يستخدم مصطلح متعدد العوامل ومصطلح الوراثة متعددة الجينات للحديث عن بنية العامل الوراثي المسبب للمرض. على الرغم من ظهور الأمراض متعددة العوامل عند عائلات معينة، إلا أنها لم تُظهر أي نموذج وراثي مميز. يصعب التعامل مع هذه الأمراض وعلاجها، لعدم تحديد كافة العوامل المسببة لها.
تشمل أشيع الاضطرابات متعددة العوامل كلًا من: الفصام، والسكري، والربو، والاكتئاب، وارتفاع الضغط الدموي، والألزهايمر، والسمنة، والصرع، وأمراض القلب، وقصور الدرق، وحنف القدم، وحتى قشرة الرأس.
يفترض نموذج  العتبة للأمراض متعددة العوامل اختلاف توزع العيوب الجينية المسببة لهذه الأمراض بحسب المجموعات السكانية، أولًا: أن يكون لكل مجموعة سكانية عتبة مختلفة، وفي هذه الحالة تختلف نسبة حدوث المرض بين الرجال والنساء، توزع الاستعداد للمرض والحساسية له متساوية بين الجنسين (مثل التضيق البوابي)، ولكن عتبة بداية ظهور الأعراض مختلفة. ثانيا: العتبة قد تكون ثابتة، ولكن الاستعداد للإصابة مختلف بين المجموعات السكانية. ما يفسر الخطر الذي يحمله أقرباء الدرجة الأولى للأفراد المصابين.

## الخصائص الأساسية
تُظهر الأمراض متعددة العوامل مجموعة مميزة من الخصائص والتي تختلف عن الوراثة المندلية.
- يزداد خطر الإصابة بالأمراض متعددة العوامل بوجود العوامل البيئية.
- لا تقتصر الأمراض متعددة العوامل على جنس معين، ولكن حدوثها يكون أكثر عند أحد الجنسين.
- تصيب الأمراض متعددة العوامل مجموعات عرقية معينة ( مثل الأفارقة والقوقازيونن والآسيويين ).
- قد تمتلك هذه الأمراض مجموعة أكبر من القواسم المشتركة المعروفة، وخاصة
- أن عوامل الخطر المسببة لها تتعلق بأمراض متعددة.
- هناك خطر مرتفع لظهور هذه الأمراض عند أقارب الدرجة الأولى، أكثر من أقارب الدرجات الأبعد.
- تتوافق التوائم أحادية البيضة الملقحة بنسبة الإصابة بالأمراض متعددة العوامل، بالمقارنة مع التوائم ثنائية البيضة الملقحة أو الأخوة.[4]

## عوامل الخطر
تعتبر عوامل خطر الإصابة بالأمراض متعددة العوامل عوامل خطر عالمية، وتقسم إلى ثلاث مجموعات: عوامل الخطر الوراثية، وعوامل الخطر البيئية، وعوامل الخطر المعقدة مثل زيادة الوزن.
تتعلق عوامل الخطر الوراثية بالتغيرات الدائمة التي تصيب تسلسل الزوج القاعدي في الجينوم البشري.
أظهرت العديد من الدراسات التي أجريت في العقد الماضي الكثير من المعطيات، التي وضحت الجانب الوراثي للأمراض متعددة العوامل، تتعلق التعددات الشكلية المختلفة بحدوث أكثر من مرض واحد، على سبيل المثال، التعددات الشكلية بمورثات العامل المنخر للورم إلفا، ومورثات عامل النمو المحول بيتا، ومورثات العامل القالب للإنجوتنسين.
تتنوع عوامل الخطر البيئية لتشمل أحداث الحياة اليومية والتداخلات الطبية. إن وجود تغير سريع ( خلال جيل واحد أو جيلين) بنمط الإصابة بهذه الأمراض، يؤكد أهمية دور العوامل البيئية في تطور وتراجع هذه الأمراض.
تشمل عوامل الخطر البيئية: تغيرات نظام الحياة ( النظام الغذائي، والنشاط الفيزيائي، والقلق)، و التداخلات الطبية (الجراحة والأدوية).
هناك العديد من عوامل الخطر الناتجة عن التفاعل بين العوامل الوراثية والعوامل البئية، ويطلق على عوامل الخطر هذه العوامل المعقدة، مثل التغيرات فوق الجينية، ووزن الجسم، ومستويات الكورتيزول المصلية.

## نبذة تاريخية
كان فرانسيس غالتون ابن عم تشارلز داروين، أول من درس الأمراض متعددة العوامل، اهتم غالتون بدراسة الصفات الموروثة، ولاحظ  من خلال دراسته وجود الصفات الخليطة، أي المساهمة الوسطية لكل سلف من الأسلاف في الموروث المجمل للنسل، والذي يعرف الآن بالتباين المستمر. عند عرض صفة معينة تبدي تباينَا مستمرًا كالطول مثلًا، يتركز غالبية السكان حول المتوسط.
على عكس عمل غالتون، درس جريجور ماندل الصفات غير الخلطية، ووضعها تحت تصنيف مختلف، كانت نتيجة دراسة ماندل التي أجراها على ألوان البتلات، ظهور الصفات التي تبدي تباينًا متقطعًا في شكلين مستقلين أو أكثر عند مجموعة من السكان. 